# Jagdgeschwader 54
54-та винищувальна ескадра «Зелене серце» (нім. Jagdgeschwader 54 (JG 54) «Grünherz») — винищувальна ескадра Люфтваффе за часів Другої світової війни. JG 54 була другою за результативністю винищувальною ескадрою після JG 52. Основним театром дії гешвадера був Східний фронт, де його бойові пілоти здобули 9 600 перемог над літаками радянських ВПС. Серед найрезультативніших асів ескадри були Отто Кіттель (267 перемог), Вальтер Новотни (258 перемог), Еріх Рудорффер (222 перемоги), Ганс Філіпп (206 перемог), Макс Штоц (189 перемог), Еміль Ланг (173 перемоги), Горст Адемайт (166 перемог), Ганс Байссвенгер (152 перемоги), Альбін Вольф (144 перемоги), Гордон Голлоб (150 перемог), Дітріх Грабак (125 перемог), Роберт Вайсс (121 перемога), Ганс Ган (108 перемог), Гюнтер Лютцов (105 перемог), Макс-Гельмут Остерманн (102 перемоги) та інші.

## Історія
54-а винищувальна ескадра заснована 1 лютого 1940 року на аеродромі в Герцогенаурасі шляхом об'єднання існуючих авіаційних груп. Реструктуризація формувань проводилася в контексті загального реформування авіаційних частин Люфтваффе й переведення їх на нові організаційно-штатні структури. 15 вересня 1939 року I./JG 54 сформована на основі 1-ї винищувальної групи 70-ї ескадри, яка почала своє існування поблизу Нюрнберга у травні 1939 року і пройшла стрімкий шлях трансформації. За традицією позначкою підрозділу ставало «Зелене серце Тюрингії» — символ німецької землі.
Базовим елементом для II./JG 54 стала група I./JG 138, яка вела свою історію з 1938 року після аншлюсу і приєднання австрійських льотчиків до німецького Люфтваффе. Формування її закінчилося 6 квітня 1940 року.
III./JG 54 вела свою коріння із заснування I./JG 21, що формування в регіоні Ейлау в Східній Пруссії. 15 липня 1939 група стала іменуватися, як 3-тя авіагрупа ескадри.

## Командування

### Командири
- Майор Мартін Меттіг (нім. Martin Mettig) (1 лютого — 25 серпня 1940)
- Оберстлейтенант Йоганнес Траутлофт (нім. Hannes Trautloft) (25 серпня 1940 — 5 липня 1943)
- Майор Губертус фон Бонін (нім. Hubertus von Bonin) (5 липня — 15 грудня 1943)
- Оберстлейтенант Антон Мадер (нім. Anton Mader) (28 січня — вересень 1943)
- Оберст Дітріх Грабак (1 жовтня 1944 — 8 травня 1945)

## Основні райони базуванняштабу54-ї винищувальної ескадри[1]
| Час                              | Місто          | Підпорядкування | Основний літак |
| -------------------------------- | -------------- | --------------- | -------------- |
| 1 лютого — 8 червня 1940         | Беблінген      | —               | Bf 109E        |
| 8—10 червня 1940                 | Івранш         | —               | Bf 109E        |
| 10—18 червня 1940                | Пуа            | —               | Bf 109E        |
| 18—19 червня 1940                | Орлі           | —               | Bf 109E        |
| 19—21 червня 1940                | Шатоден        | —               | Bf 109E        |
| 21—22 червня 1940                | Ле Бурже       | —               | Bf 109E        |
| 22 червня — 20 липня 1940        | Сустерберг     | —               | Bf 109E        |
| 20 липня — 9 серпня 1940         | Схіпгол        | —               | Bf 109E        |
| 9 серпня — 3 грудня 1940         | Кампань-ле-Гін | Jafü 2          | Bf 109E        |
| 3 грудня 1940 — 15 січня 1941    | Дортмунд       | Jafü 2          | Bf 109E        |
| 15 січня — 29 березня 1941       | Ле-Ман         | Jafü 3          | Bf 109E        |
| 29 березня — 14 квітня 1940      | Грац-Талергоф  | —               | Bf 109E        |
| 14—15 квітня 1941                | Дета-Арад      | —               | Bf 109E        |
| 15—19 квітня 1941                | Панчево        | —               | Bf 109E        |
| 19 квітня — 3 травня 1941        | Белград-Землін | —               | Bf 109E        |
| 4 травня — 15 червня 1941        | Штольп         | —               | Bf 109F        |
| 15—24 червня 1941                | Тракенен       | —               | Bf 109F        |
| 24—28 червня 1941                | Каунас         | —               | Bf 109F        |
| 28 червня — 8 липня 1941         | Даугавпілс     | —               | Bf 109F        |
| 8—19 липня 1941                  | Острів         | —               | Bf 109F        |
| 19 липня — 2 серпня 1941         | Веретені       | —               | Bf 109F        |
| 2 серпня — 7 вересня 1941        | Заруденье      | —               | Bf 109F        |
| 7 вересня 1941 — 20 березня 1942 | Сіверський     | —               | Bf 109F        |
| 20 березня — 30 квітня 1942      | Рельбіці       | —               | Bf 109F        |
| грудень 1943 — 14 лютого 1944    | Орша           | —               | Fw190A         |
| 14—23 лютого 1944                | Раквере        | —               | Fw190A         |
| 23 лютого — 2 липня 1944         | Тарту          | —               | Fw190A         |
| 2—9 липня 1944                   | Ідріца         | —               | Fw190A         |
| 9—24 липня 1944                  | Даугавпілс     | —               | Fw190A         |
| 24 липня — серпень 1944          | Єкабпілс       | —               | Fw190A         |
| серпень — 22 вересня 1944        | Рига-Скулте    | —               | Fw190A         |
| 22 вересня — 6 жовтня 1944       | Спілве         | —               | Fw190A         |
| 6—? жовтня 1944                  | Тукумс         | —               | Fw190A         |
| жовтень — грудень 1944           | Скрунда        | —               | Fw 190A/D      |
| грудень 1944 — березень 1945     | Цирава         | —               | Fw 190A/D      |

## Бойовий склад 54-ї винищувальної ескадри
- штаб (Stab/JG54)[2]
- 1-ша група (I./JG54)[3]
- 2-га група (II./JG54)[4]
- 3-тя група (III./JG54)[4]
- 4-та група (IV./JG54)[5]
- Навчально-бойова група (Ergänzungsgruppe або Erg.Gr.JG54)[6]
- 10-та окрема ескадрилья (10.(Jabo)/JG54)[7]